# Elsinoë veneta
Elsinoë veneta är en svampart som först beskrevs av Burkh., och fick sitt nu gällande namn av Jenkins 1932. Elsinoë veneta ingår i släktet Elsinoë och familjen Elsinoaceae.  Arten är reproducerande i Sverige. Inga underarter finns listade i Catalogue of Life.